# Der Traum vom Elch
Der Traum vom Elch ist ein DDR-Kinofilm aus dem Jahr 1986. Die Handlung basiert auf dem gleichnamigen Roman von Herbert Otto von 1983.

## Handlung
Die 30-jährige Krankenschwester Anna und ihre Kollegin und beste Freundin Anette haben beide problematische Beziehungen zu Männern: Anette ist Mutter eines Sohnes aus einer früheren Beziehung und ist mit dem Künstler Ludwig zusammen, der zu viel trinkt und ständig in Geldnot ist. Anna war mit Bernd, einem Arzt, verheiratet, ist nun aber geschieden und hat eine Beziehung mit Markus. Der meldet sich jedoch nur zweimal im Jahr bei ihr, um ein paar Tage mit ihr zu verbringen. Sie leidet darunter, dass sie keine Möglichkeit hat, ihn zu erreichen.
Bei einer Party lernt Anna Ludwigs Freund Stefan kennen. Stefan ist mit Barbara verheiratet, beginnt jedoch eine Affäre mir Anna. Er liebt Anna, sie ist hin- und hergerissen zwischen ihm und ihrer Sehnsucht nach dem nie anwesenden Markus. Und auch Ludwig verliert immer mehr das Interesse an Anette und beginnt, Anna zu umwerben. Sie lässt sich von ihm nackt zeichnen, weist seine Annäherungen aber ab. Bei einer Party in Ludwigs Atelier behandelt Ludwig Anette immer schlechter, sie ertränkt ihren Kummer im Alkohol. Anna will sie zu einer gemeinsamen Fahrt an die Ostsee überreden, um sie abzulenken. Als Anette dies aber ablehnt, fährt Anna allein. Tage später, an der Ostsee, erreicht Anna ein Telegramm mit der Nachricht von Anettes Tod. Sie hat sich das Leben genommen, worüber Ludwig sich Vorwürfe macht.
Anna reist allein in die ČSSR, in eine Hütte in den Bergen, wohin sie einmal mit Markus gereist war. Doch dann ruft sie Stefan an, der ihr hinterherreist.

## Produktion
Der Film wurde von der DEFA produziert und kam in der DDR am 4. Dezember 1986 in die Kinos.  Bei der Berlinale 1987 lief der Film in der Sektion Panorama. Im Jahr 2015 erschien der Film bei Icestorm Entertainment auf DVD.
Für die Dramaturgie war Hasso Hartmann verantwortlich und das Szenarium stammt von Christa Müller.
Die Krankenhaus-Szenen wurden im Bezirkskrankenhaus Neubrandenburg gedreht.

## Rezeption
„Ein nachdenklich stimmender Gegenwartsfilm mit überraschend pessimistischer Grundhaltung zu Lebensfragen, der von der Beziehungs- und Sprachlosigkeit junger Menschen in den letzten Jahren der DDR erzählt.“

„Es ist ein erstaunlich pessimistischer Film, der zwischen der Welt des Krankenhauses und Ludwigs Malerstudio keinen Ort für ein individuelles Glück findet.“